# Mathilde Mauté
Mathilde Mauté, parfois appelée Mauté de Fleurville, née à Nogent-le-Rotrou le 17 avril 1853 et morte à Nice le 13 novembre 1914, fut la jeune épouse de Paul Verlaine avant qu'il ne rencontre Arthur Rimbaud, ce qui précipitera la déliquescence du couple qui se sépare en 1874.
De cette union naît un fils, Georges Verlaine. Mathilde Mauté se remarie en 1886. Après la mort de Paul Verlaine survenue en 1896, elle écrit, en réponse à la biographie publiée par Edmond Lepelletier, en 1907, une autobiographie. Elle est publiée de manière posthume en 1935 sous le titre de Mémoires de ma vie.

## Éléments biographiques

### Enfance (1853-1867)

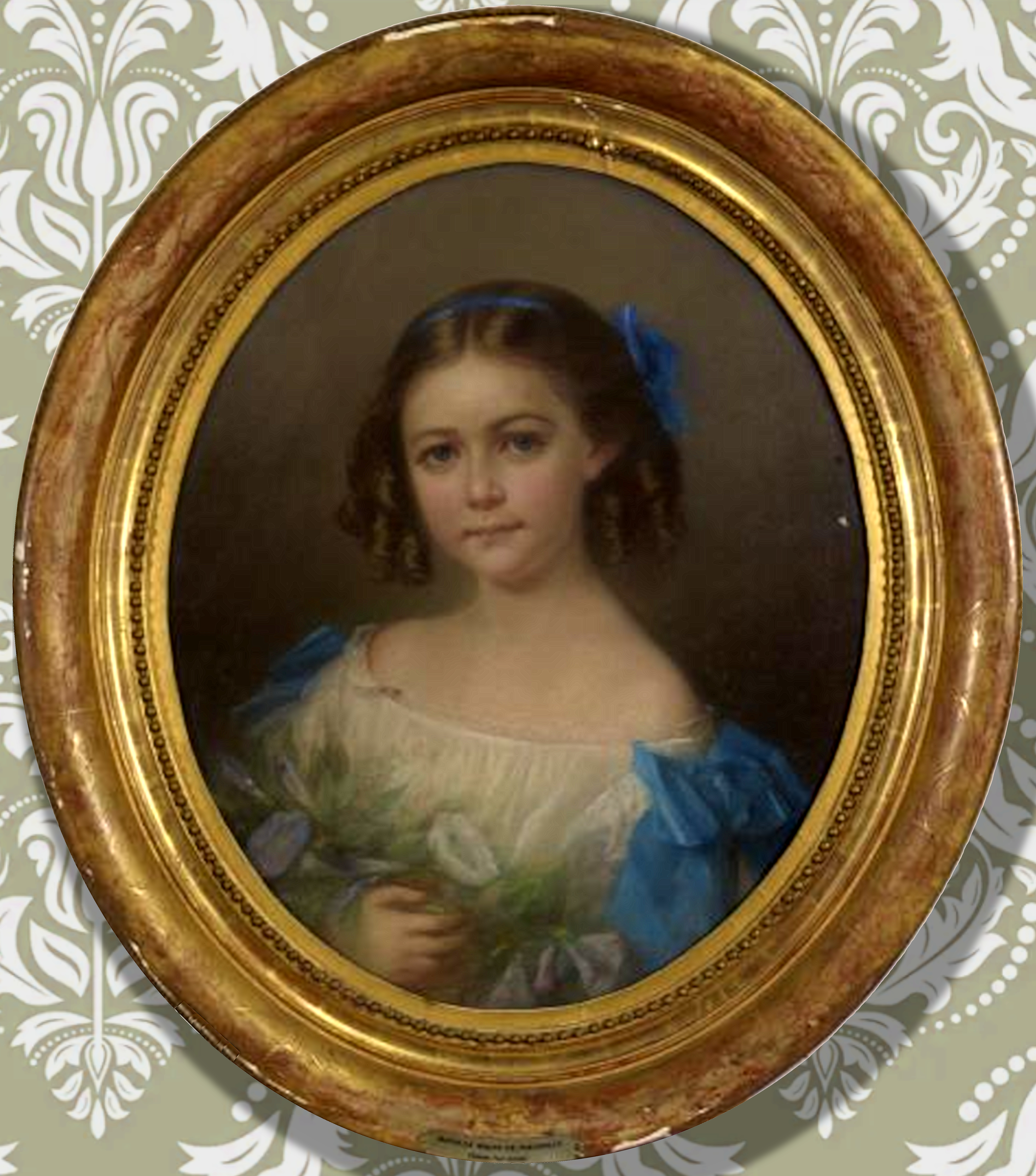
Portrait de Mathilde Mauté en 1859 par Colombe Peragallo.

Le château de Reynel.

Mathilde Sophie Marie Mauté naît à Nogent-le-Rotrou, le 17 avril 1853. Son père, Théodore Jean Mauté, rentier, vit de ses propriétés et sa mère, née Antoinette-Flore Chariat, est sans profession, mais donne à l'occasion des leçons de piano. Elle était veuve de Pierre Louis Sivry, décédé deux années à peine après leur union. De ce premier mariage était né un fils, frère utérin de Mathilde, Charles Sivry,.
À l'époque de sa naissance, les parents de Mathilde résident à Paris. Sa mère, pour accoucher, se rend à son invitation chez sa belle-mère, Rosalie Mauté née Maugars, qui habite la demeure familiale à Nogent-le-Rotrou.
Théodore Mauté, ou l'un de ses aïeux, s'était, par coquetterie patronymique, adjoint la particule « de Fleurville », Mathilde s'en accommodera également non sans dire à son père: « Mon petit papa, tu te fais appeler de Fleurville, tu es un gros vaniteux ». Et, de fait, la particule nobiliaire n’apparaît sur aucun acte officiel de Mathilde, ni sur son acte de naissance, ni sur son acte ou son contrat de mariage avec Paul Verlaine et pas davantage sur son acte de divorce ou tout autre document officiel,.
Au printemps et à l'été, la famille de Mathilde prend ses quartiers à Nogent-le-Rotrou, rejointe par la grand-mère maternelle, Sophie Leroy. Les deux aïeules qui s'entendent à merveille adorent leurs enfants. En 1857, l'appartement de la rue de Miromesnil étant devenu trop exigu, la famille déménage et s'installe à la rue de Suresnes dans un vaste appartement où madame Mauté organise des soirées musicales.

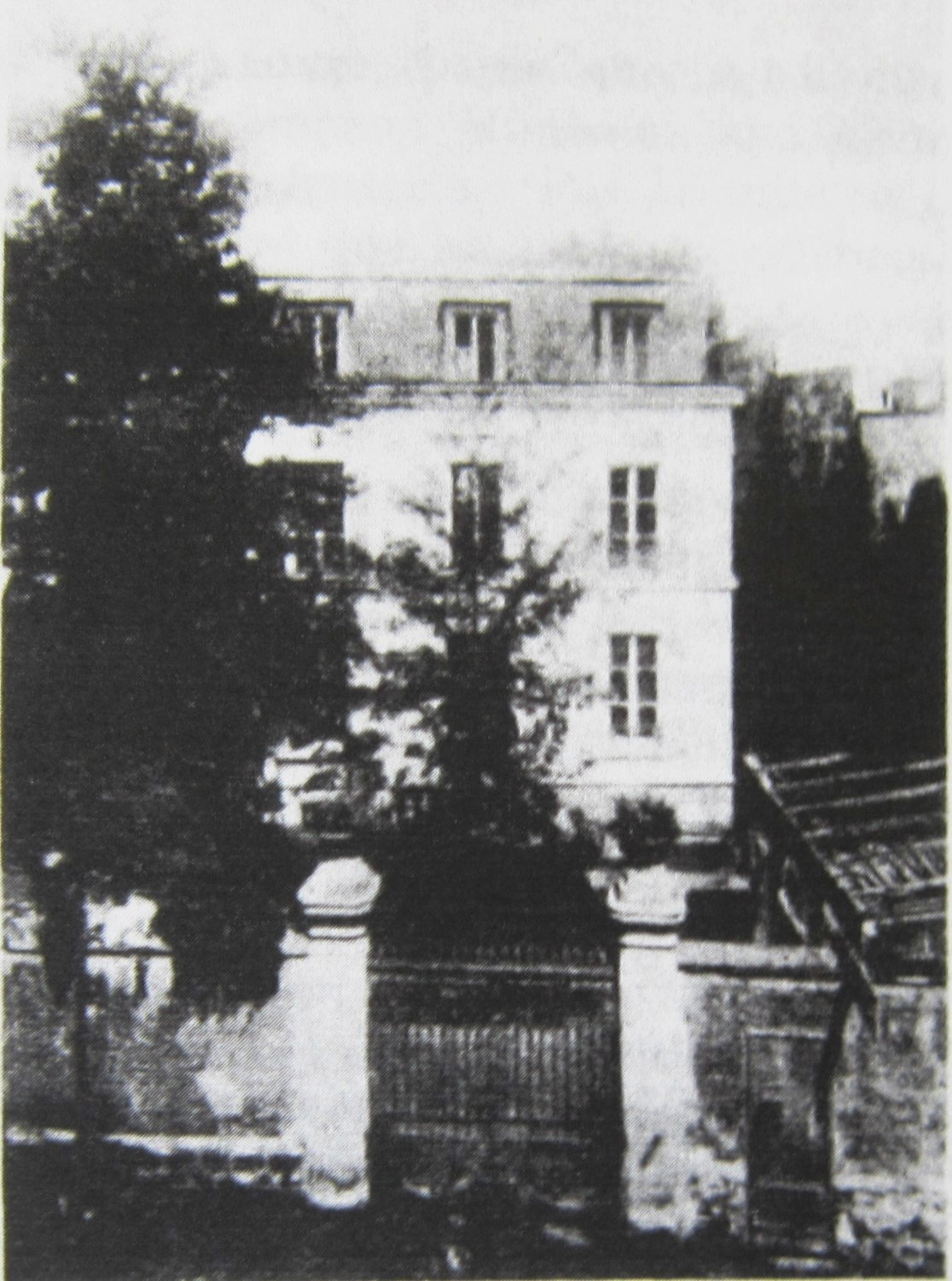
La maison au 14 de la rue Nicolet vers 1870.

En 1859, naît la sœur de Mathilde, Alice Marguerite.
En 1860, alors que Mathilde est âgée de 7 ans, sa grand-mère paternelle meurt. Son grand-père, Jean René Mauté, étant décédé en 1851, la propriété est vendue. Théodore Jean Mauté achète alors le 14 de la rue Nicolet et la famille s'établit à Montmartre.
L'enfance de Mathilde se déroule paisiblement dans l'insouciance et la gaieté. Sa mère est une intime du duc de Rohan et de ses filles, Mathilde fréquente ainsi le château de Reynel où elle rencontre son amie, Osine de Beurges. Pendant quinze années, la famille Mauté, invitée, s'établit au château Reynel pour les trois mois de la période de chasse,.
La mère de Mathilde est une pianiste confirmée, elle reçoit même en son temps, quelques leçons de Frédéric Chopin, et, par la suite, en donne elle-même, au jeune Claude Debussy pour préparer son entrée au Conservatoire de Paris. Elle fréquente les communautés russe et polonaise et y rencontre de nombreux artistes, elle était ainsi très liée au couple des Wagner et c'est depuis leur loge qu'elle assiste à la déconvenue du compositeur lors de la représentation de son opéra Tannhäuser, en 1861.
Le père de Mathilde est très mondain. Après des études en droit, un projet d'engagement dans la marine, il a finalement fait le choix, parce que ses rentes le lui permettaient, de ne pas travailler. Et contrairement à ce qu'en dit Edmond Lepelletier dans sa biographie de Verlaine, il ne fut jamais notaire. « Il aimait la chasse, les voyages, le monde. Il ne s'est jamais occupé de gagner de l'argent et a vécu parfaitement heureux, disant que l'unique chagrin de sa vie avait été mon mariage avec Verlaine ».

### Madame Verlaine
« En robe grise et verte avec des ruches »

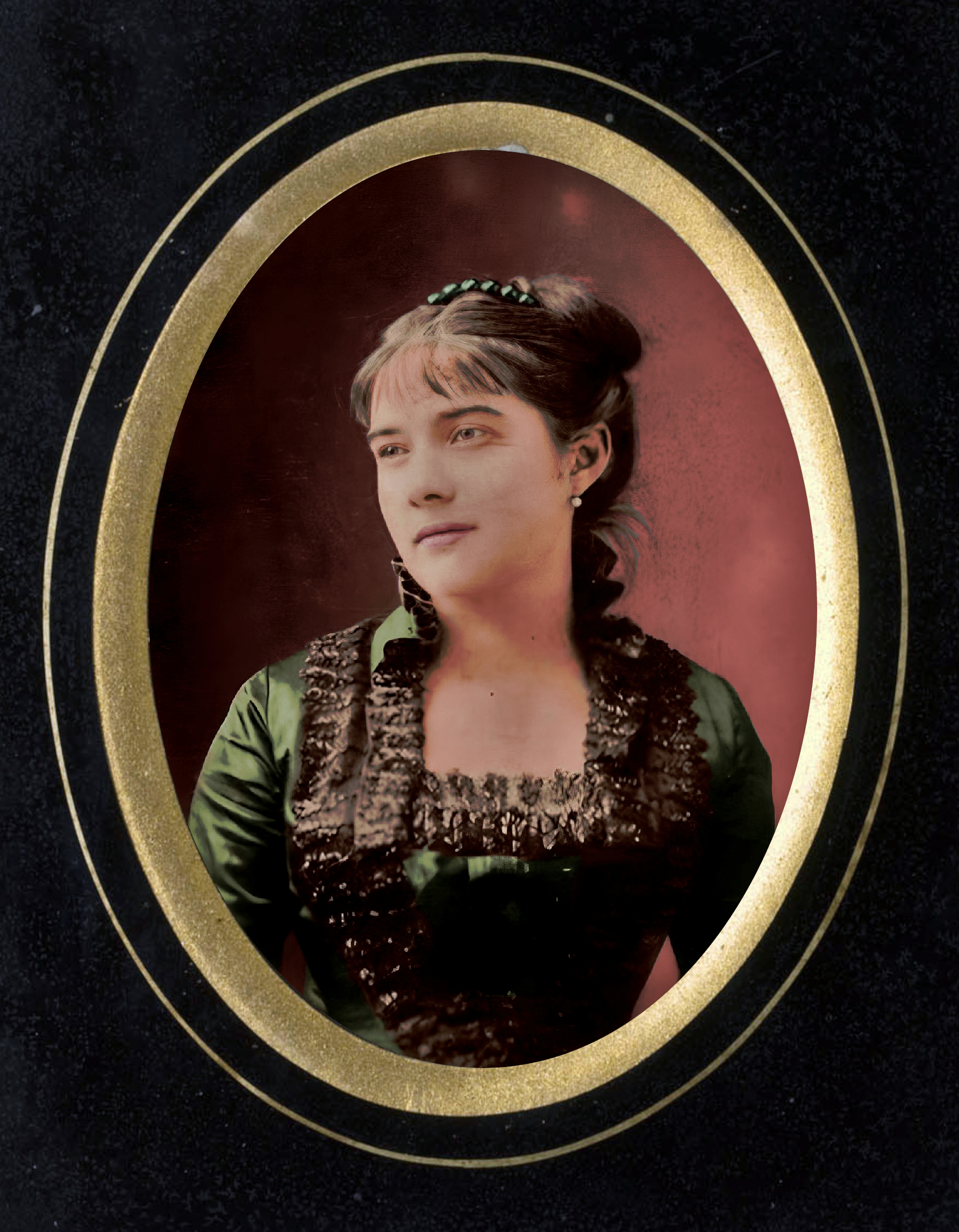
Mathilde Mauté, par Alphonse Liébert, vers 1870 (image colorisée - voir l'original).
La Bonne Chanson (Verlaine).

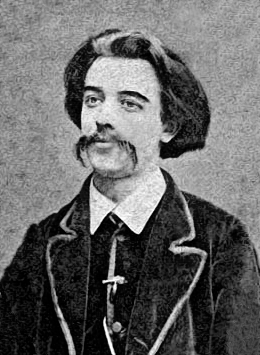
Charles de Sivry dit Sivroche présenta sa demi-sœur à son ami Paul Verlaine.

En 1868, son frère, Charles Sivry, surnommé Sivroche dans les milieux artistiques, souhaite présenter à sa mère de nouvelles amies rencontrées à Paris où elles tenaient salon, Nina de Callias et sa mère, Madame Gaillard. Chez elles, sans protocole ni mondanité, on rencontre en toute intimité une foule de poètes, littérateurs, peintres, sculpteurs et musiciens de talent. Mathilde, alors âgée de quatorze ans, accompagne sa mère et découvre ce qui est pour elle un nouveau monde. Elle y rencontre les frères Cros, Antoine-Hippolyte, Henry et Charles, Léon Dierx ou encore Anatole France.
Mathilde s'intègre au groupe et y pousse même la chansonnette, accompagnée par son frère, musicien, en interprétant Avec mes sabots, dondaine. Elles sont sur le point de prendre congé lorsque Verlaine fait son apparition. Mathilde le trouve « laid, mal habillé et l'air pauvre », hélas, écrit-elle, cette première impression ne devait pas durer.
Sa seconde rencontre avec Verlaine se déroule chez Madame Léon Bertaux tandis que Charles Sivry, son frère, organise une répétition pour un spectacle musical de son cru où Verlaine et Edmond Lepelletier seront amenés à chanter. Verlaine ne remarque pas davantage Mathilde qui avait 14 ans et, dit-elle, en paraissait douze. C'est à cette époque que Charles Sivry vante les mérites de son nouvel ami auprès de sa sœur et lui donne à lire les Poèmes saturniens et Fêtes galantes.

#### Le temps des accordailles
Mathilde apprend certains poèmes de Verlaine que son frère a mis en musique. Plusieurs mois se sont écoulés lorsqu'un jour, son frère, étant rentré tard d'une soirée chez Nina de Callias, n'est pas encore descendu. Elle monte à sa chambre et tombe nez-à-nez avec Verlaine avec lequel elle engage la conversation : « J'étais déjà habituée à son visage et, disons-le, à sa laideur. Ce fut donc en souriant que je lui dis gentiment bonjour et que, tout naturellement, j'engageai la conversation avec lui, ne pensant qu'à lui faire un aimable accueil, comme je le faisais pour les autres amis de Charles ». Elle lui parle de certains de ses poèmes qui lui avaient particulièrement plu. Mathilde note à cet instant un changement dans son comportement, jusqu'à sa physionomie, son visage apparaissant comme « éclairé par une joie intérieure » et, confie-t-elle, à cet instant, « il cessa d'être laid »,. Huit jours plus tard, Verlaine écrit à Charles afin de l'informer qu'il était épris de sa sœur et de s'enquérir s'il y avait des raisons d'espérer qu'une demande en mariage ne soit pas repoussée.

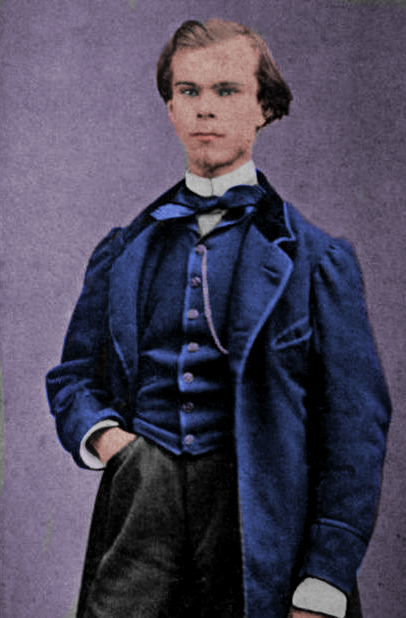
Paul Verlaine vers 1866
(image colorisée - voir l'original).

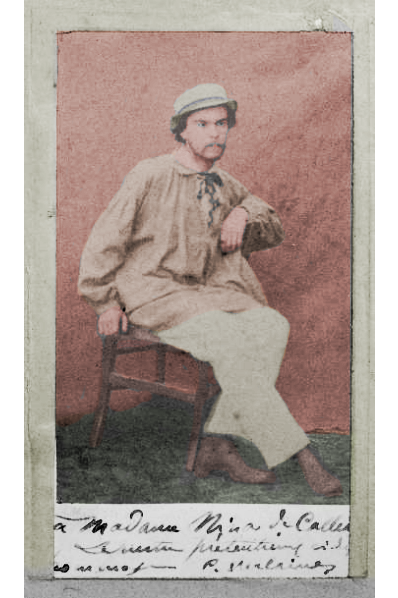
Paul Verlaine, probablement à Fampoux vers 1870, dédicace une photographie à Nina de Callias :
A madame Nina de Callias le rustre prétentieux ci-dessus hommage
P. Verlaine.
(image colorisée - voir l'original).

Charles montre la lettre à Mathilde, ils vont ensuite la montrer à Madame Mauté pour aller ensuite à trois trouver le père et lui demander ce qu'il en pense. L'accueil est pour le moins mitigé et le père de famille se refuse d'envisager le moindre engagement pour sa fille — encore très jeune —. Nous sommes en août 1869, Mathilde vient d'avoir seize ans,. Charles rejoint alors Verlaine qui résidait à Fampoux chez un oncle pour lui expliquer qu'il y avait bel et bien des raisons d'espérer, mais qu'un engagement devrait encore attendre. C'est lors de la visite de Charles Sivry que Verlaine commence à composer La Bonne Chanson que lui inspire la jeune Mathilde avec laquelle il aspire à couler des jours heureux.

« Toute grâce et toutes nuances,
Dans l'éclat doux de ses seize ans,
Elle a la candeur des enfances
Et les manèges innocents.
La Bonne Chanson - P. Verlaine. »

Verlaine fait parvenir à Mathilde son recueil par l'intermédiaire de son frère. Mathilde est ravie, elle demande à sa mère si elle peut répondre à son auteur pour l'en remercier, sa mère acquiesce finalement, mais toutes deux décident de n'en souffler mot au père.
De proche en proche, Verlaine, en visite chez les Mauté, présente sa mère qui, prenant congé, demande à Monsieur Mauté de lui rendre visite le lendemain « pour parler affaire » ; celui-ci accepte poliment de s'y rendre, mais trouve cela prématuré et inopportun tout en lui donnant le sentiment que l'on tente de lui forcer la main. La mère intervient alors : son amour semble sincère, il occupe un poste, certes modeste, à l'Hôtel de ville et puis il a du talent et sûrement un avenir… Monsieur Mauté, ne voulant que le bonheur de sa fille, se laisse amadouer. Verlaine est désormais autorisé à faire sa cour à sa promise et le mariage est fixé à deux années plus tard.
L'hiver 1869-1870 s'écoule rapidement pour Mathilde, de soirées entre amis chez la mère de Verlaine, en visites chez Nina de Callias et non sans avoir à éconduire deux-trois nouveaux prétendants. Mais Paul Verlaine n'a qu'une hâte, celle de voir ses épousailles précipitées dans le temps. En avril, il se montre davantage insistant. Sous les assauts de Mathilde appuyés par sa mère, Monsieur Mauté accepte qu'un mariage soit programmé pour le mois de juin 1870. Outre les soirées, Verlaine passe désormais ses dimanches au côté de Mathilde à la rue Nicolet. Ils s'emploient à dénicher un appartement et vont de visite en visite. Madame Verlaine mère invite à la prudence financière, mais Mathilde, qui sait pouvoir compter sur le soutien de son père, fait opter pour un appartement spacieux à l'angle de la rue du Cardinal-Lemoine et du quai de la Tournelle, dont le balcon s'ouvre largement sur la Seine, Notre-Dame et l'Hôtel de ville.

#### Le temps des épousailles

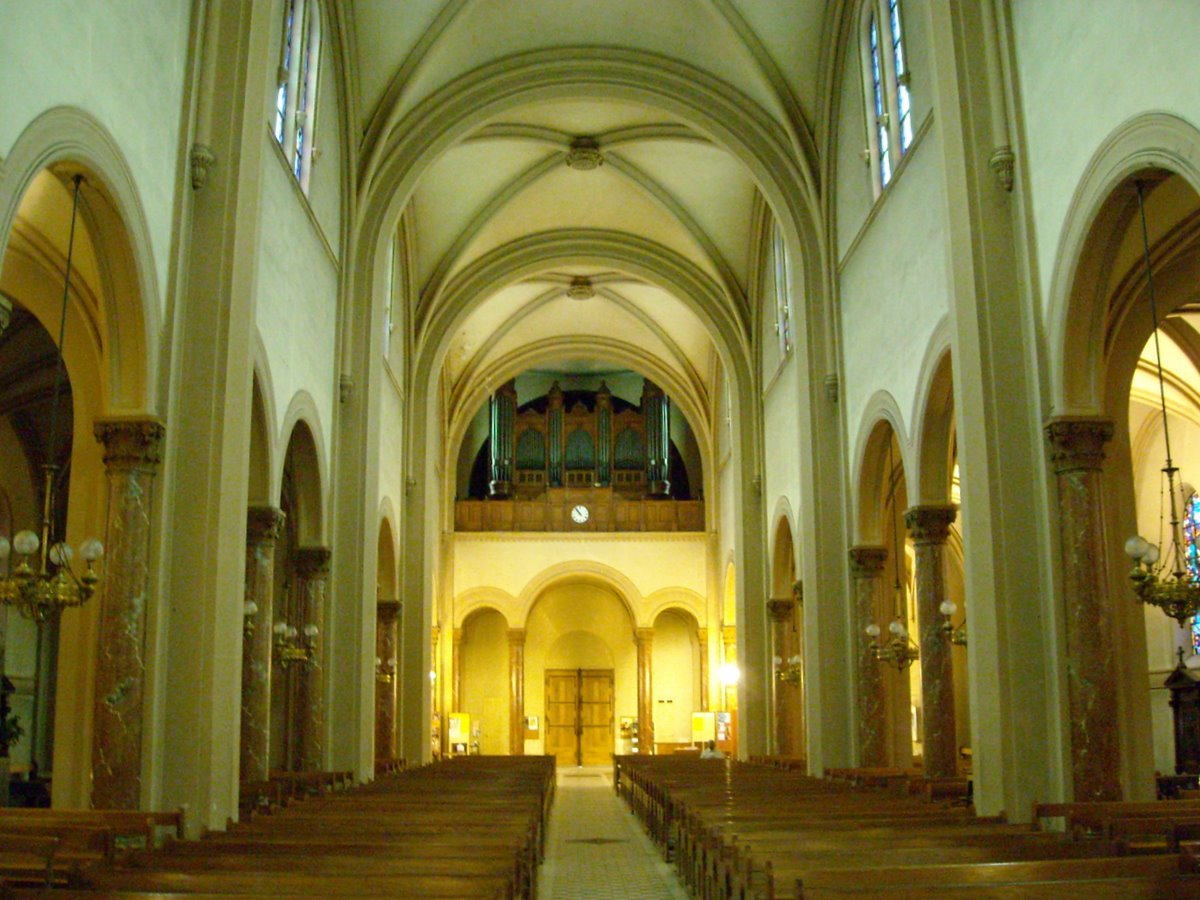
La nef et l'orgue de l'Église Notre-Dame de Clignancourt où leur mariage est célébré, le 11 août 1870.

En juin 1870, Mathilde et Verlaine signent un contrat de mariage sous le régime de la communauté de biens réduite aux acquêts et fixent leurs épousailles au 29 juin 1870. La date doit cependant être reportée au 11 août 1870 car Mathilde a contracté la variole. À sa suite, sa mère qui la soignait contracte la petite vérole à son tour. Verlaine se montre attentionné, mais craint la contamination et s'il prend des nouvelles de sa future à la porte du jardin, il préfère finalement s'établir un temps à la campagne, à Moissy.
Le 19 juillet, la guerre est déclarée et tous les hommes non mariés ne faisant pas partie du contingent sont appelés sous les drapeaux. Verlaine en est très affecté et affolé : pensant que son mariage n'aurait pas lieu, il appréhende et sanglote toute la nuit « comme un enfant ».
La célébration du mariage se déroule cependant comme prévu à l'église Notre-Dame de Clignancourt, le 11 août 1870. Les témoins de Mathilde sont Paul Foucher et un ami de son père, l'orientaliste Louis-Pierre-Eugène Sédillot ; ceux de Verlaine, Léon Valade et « le peu sympathique » M. Istace, « ami de ma belle-mère ». En raison de la guerre, peu de monde assiste au mariage, mais leurs proches, leurs connaissances se montrent néanmoins présents par des attentions. Ainsi, Louise Michel, amie de la famille, adresse un touchant poème à Mathilde.
Dans un premier temps, leur appartement n'étant pas encore tout à fait prêt, le couple s'installe chez les Mauté, rue Nicolet. Le couple file des jours heureux, Verlaine étant « gentil, doux, affectueux, bon enfant » et cette « lune de miel », dit Mathilde, « devait durer sans nuage quatorze mois ». L'appartement est situé en face de l'hôtel de ville, Verlaine y rentre à l'heure du déjeuner : « Après le déjeuner, nous prenions le café sur le balcon, avec ce beau panorama sous les yeux ; puis, on envoyait la petite bonne chercher du tabac ou autre chose pour pouvoir s'embrasser à l'aise… ».

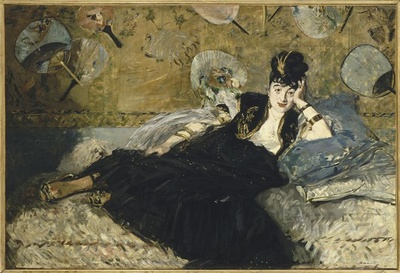
Nina de Callias par Édouard Manet en 1873.

Peu avant le mariage de Mathilde, Charles se fiance à Emma Comiot rencontrée chez Nina de Callias. Elle vit chez sa sœur qui avait épousé un Autrichien ; le couple avait dû fuir en 1870, si bien que la jeune orpheline se retrouvait seule. Charles, tiré au sort, est enrôlé et demande à sa mère d'accueillir sa dulcinée. Il contracte ensuite la petite vérole qui fait des ravages à cette époque et est autorisé à rentrer chez lui en convalescence. Durant le siège de Paris, la famille Mauté quitte Montmartre trop exposé et s'installe boulevard Saint-Germain face au square de Cluny. La grand-mère maternelle de Mathilde et Charles, toujours convalescent, les accompagnent. Monsieur Mauté, quant à lui, est resté rue Nicolet où il installe une ambulance. Malgré les rigueurs de l'hiver 1870, la difficulté de rassembler des denrées, les amis de Charles se réunissent volontiers autour de lui. C'est au cours d'une de ces soirées que Charles Cros écrit, sous forme de farce pour se moquer gentiment de Villiers de L'Isle-Adam qui avait apporté dans cette « auberge espagnole » un hareng, Le Hareng saur.
Depuis le début de la guerre franco-prussienne, Verlaine fulmine à l'encontre des bellicistes. Un jour, il manque de se faire écharper en plein boulevard pour avoir crié un « Vive la paix ! » tandis que la foule scandait « À Berlin ! ». Mathilde a beau lui expliquer qu'il est nécessaire de défendre la Patrie, il objecte « on voit bien que tu n'es pas obligée d'y aller » et « qu'il n'avait pas envie de se faire casser la gueule pour les autres ». En qualité d'homme marié, Verlaine est enrôlé dans la Garde nationale de Paris, c'est par conséquent un « pantouflard » comme il était convenu d'appeler ces conscrits à l'époque. Le rigoureux hiver de 1870 rendant ses gardes pénibles, il tente de se faire porter pâle en remettant un certificat de son médecin au médecin-major qui l'approuve, mais son sergent-major refuse, sur cette base, de l'exempter de son tour de garde. Pour Mathilde, explique-t-elle dans ses Mémoires, il s'agit là d'un acte de poltronnerie et elle le prie de ne pas se laisser aller à de tels propos devant ses parents qui sont de fervents patriotes. Par la suite, Verlaine pense avoir trouvé la parade pour échapper à son devoir : il fait porter par Mathilde à son capitaine de bataillon un mot par lequel il l'informe être retenu à l'Hôtel de Ville pour une tâche urgente. Par ailleurs, il informe également son employeur qu'il est de garde et ne se présente in fine ni à l'un, ni à l'autre. Un voisin, membre également de la Garde nationale, perce à jour le petit manège de Verlaine qui se voit condamner à deux journées d'emprisonnement à la prison militaire du Cherche-Midi, ce qui fait pouffer de rire Mathilde et finalement Verlaine. À sa sortie, Verlaine, arguant de motifs liés à leur sécurité, impose à Mathilde d'aller s'installer chez sa mère aux Batignolles. Après quoi, il écrit à son capitaine qu'ayant déménagé et changé de quartier, il est affecté à une autre garnison. Il ne reparaîtra plus sous les drapeaux.

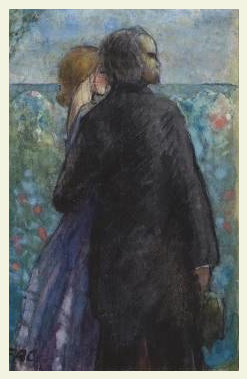
Mathilde Mauté et Paul Verlaine par Frédéric-Auguste Cazals, aquarelle de 1870 encartée dans La Bonne Chanson.

Après la guerre, les Mauté réintègrent la rue Nicolet, et Verlaine et Mathilde, la rue du Cardinal-Lemoine. Sa grand-mère, Sophie Leroy, meurt un peu plus tard, en mars 1871. Son enterrement est gêné par les barricades dont tout Paris se hérisse déjà. Le 6 mai 1871, son frère, Charles de Sivry, épouse sa fiancée, Emma Comiot.
En avril 1871, sa belle-sœur doit effectuer un petit voyage, elle demande à Mathilde si elle peut héberger Charles durant cette courte période. Mathilde et Paul Verlaine en sont ravis et Verlaine passe même prendre son ami à son travail pour le ramener chez eux. Verlaine a alors bu un peu et son humeur est devenue maussade au point de faire des remarques désobligeantes à son épouse devant son frère qui, pensant que les tensions au sein du couple sont liées à sa présence, propose de s'en aller. Verlaine s'y oppose. Cette nuit-là, Mathilde, qui ignore encore sa grossesse, fait un malaise. Le lendemain, Verlaine, pleurant à chaudes larmes, demande à Mathilde de lui pardonner. Mathilde demande ensuite à son frère de n'en rien dire aux parents « pour ne pas les inquiéter ».

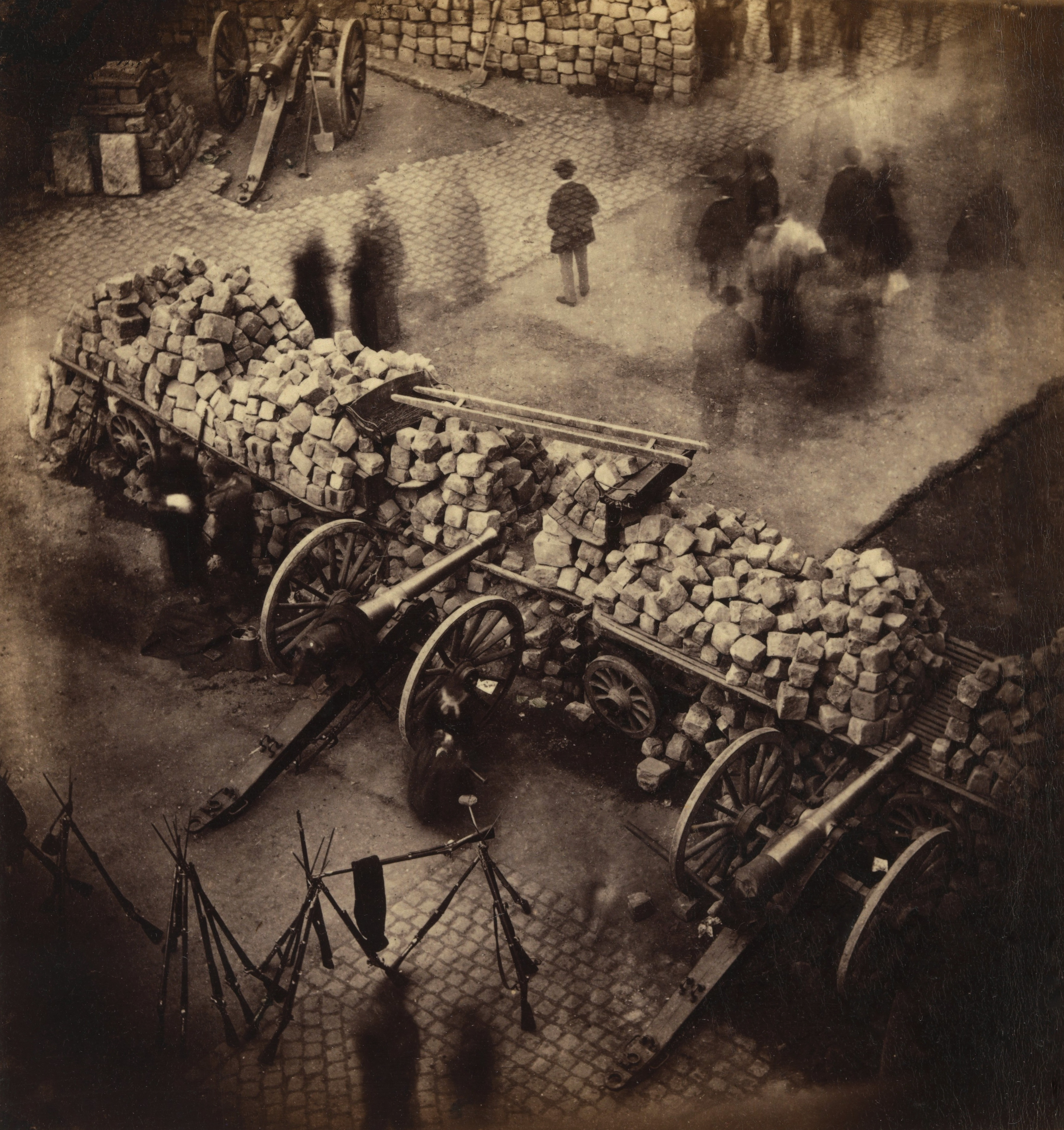
Avril 1871, coin de la place de l'Hôtel de Ville et de la rue de Rivoli.

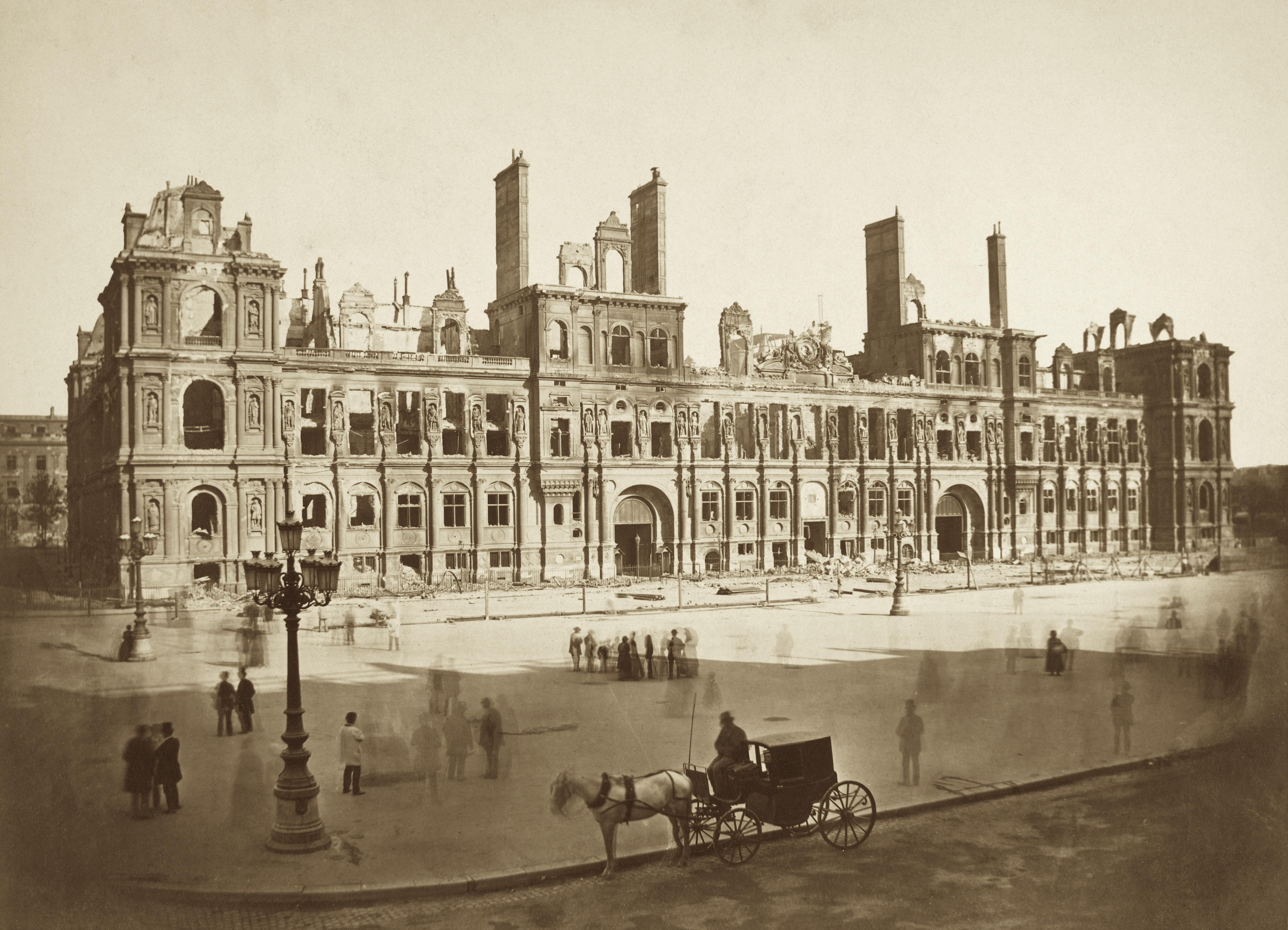
L'hôtel de ville de Paris détruit par les flammes en 1871.

En mai 1871, les troupes de Versailles sont à Paris et sont parvenues à l'Arc de triomphe, d'où elles bombardent le quartier des Batignolles où réside la mère de Verlaine. Verlaine passe alors la nuit à pleurer et à se lamenter sur le sort de sa pauvre mère. À cinq heures du matin, Mathilde lui propose de partir ensemble en voiture pour aller la chercher. « Il objecta que s'il sortait, il s'exposait à être pris par les fédérés forcé à faire le coup de feu sur les barricades ». Mathilde propose alors de s'y rendre seule, ce qui semble soulager Verlaine tout reconnaissant. Mathilde se met en route, traverse plusieurs barricades, des coups de feu éclatent de toutes parts. Un peu plus tard, une balle morte tombe au pied de Mathilde qui s'en saisit avant de se dire qu'elle ferait mieux de se mettre à couvert en se rendant chez ses parents, ce qu'elle fait prestement. Arrivée rue Nicolet, elle n'a aucun moyen de prévenir son mari de la situation dans laquelle elle se trouve. Le père, apprenant le motif de cette sortie inconsidérée de sa fille, est fort mécontent. Les coups de feu se raréfiant vers cinq heures du soir, Mathilde et son père se remettent en route. La chaussée de Clignancourt est jonchée de cadavres. C'est trop dangereux, ils sont contraints de rebrousser chemin et Mathilde de dormir à Montmartre. Le lendemain, il se remettent en route de bonne heure ; la situation semblant plus calme, Monsieur Mauté laisse sa fille poursuivre, seule, sa route. L'Hôtel de ville, les Tuileries, la Cour des comptes sont en feu. Mathilde est une nouvelle fois contrainte de rebrousser chemin, elle atterrit finalement chez son frère qui lui dit de rentrer à Montmartre tandis qu'il envoie Emma, sa femme, prévenir la belle-mère de Mathilde de se rendre au domicile de son fils dès qu'elle le peut. Emma reçoit un assez mauvais accueil et Mathilde est récriminée pour avoir abandonné son mari en pareilles circonstances. Le troisième jour, elle parvient enfin à rentrer chez elle, sa belle-mère l'ayant devancée d'une heure.
En juin 1871, les Verlaine partent s'installer à la campagne, à Fampoux ; ils demeurent chez l'oncle de Paul, sa femme et ses enfants durant trois mois. Leur exil campagnard est troublé par l'arrestation comme communard de Charles de Sivry à Néris-les-Bains. Il est incarcéré à la prison de Satory. Emma est alors à nouveau hébergée rue Nicolet. Charles n'est cependant pas inquiété et est rapidement relâché. Mathilde est confiante mais Verlaine pense qu'ayant offert un poste à Charles à la commune, il est lui aussi exposé à des poursuites. C'est à cette occasion qu'il renonce à son emploi à l'Hôtel de ville de Paris. En septembre 1871, Mathilde explique à son père que les appointements de Paul Verlaine feront désormais défaut : il lui propose de venir s'installer au second étage de la rue Nicolet, ce qu'elle accepte volontiers. Verlaine est ravi de la proposition qui « les rendait plus riches qu'avant » mais il se désintéresse de leur installation dans leurs nouveaux appartements, laissant à Mathilde, sur le point d'accoucher, le soin de s'en occuper.

#### Rimbaud: le temps de la discorde

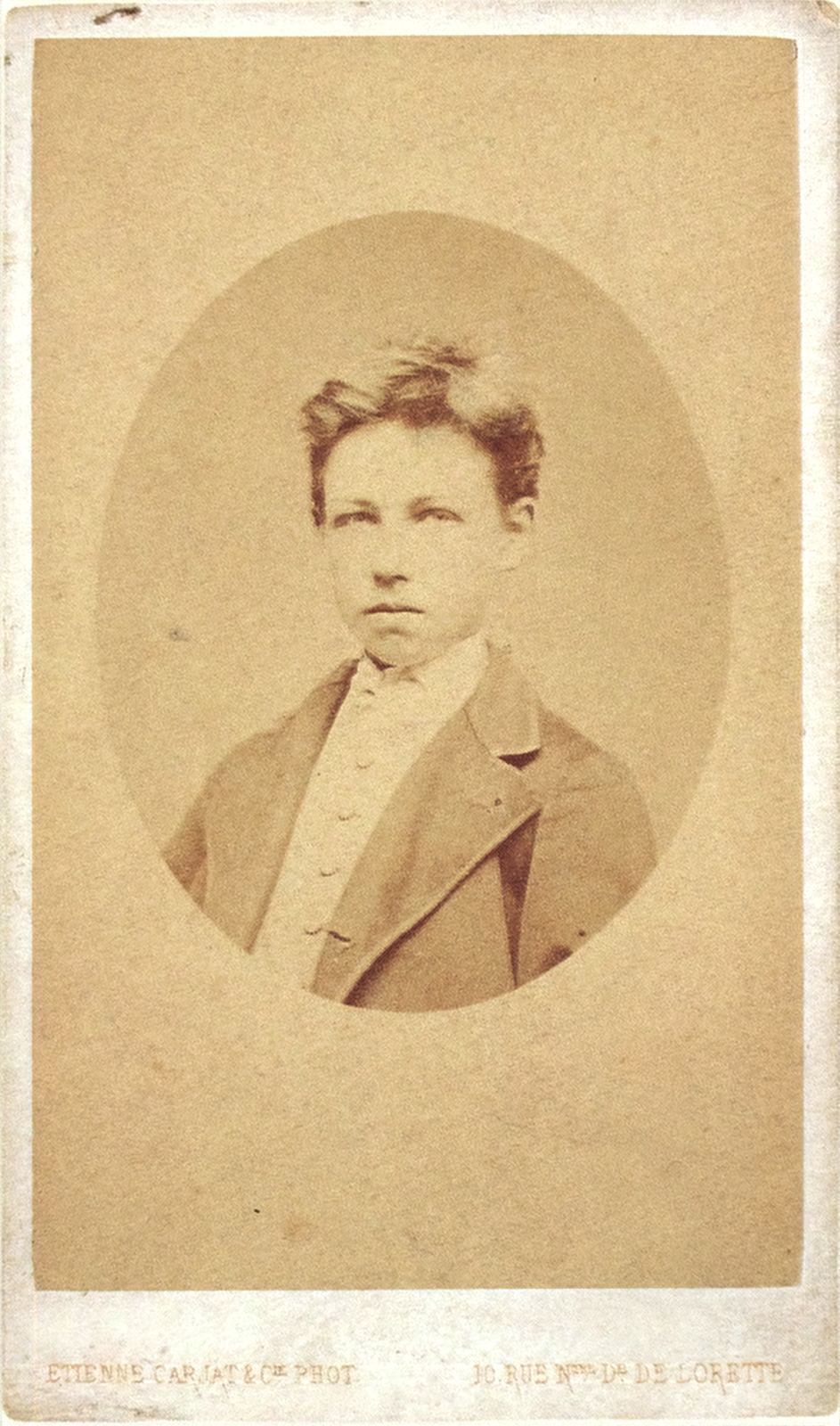
Arthur Rimbaud vers 1870-1871, retirage d'Étienne Carjat.

Pendant vingt-six mois, Verlaine avait été sobre, probablement par amour, explique Mathilde dans ses Mémoires. Bien sûr, à l'une ou l'autre reprise, elle l'avait retrouvé un peu grisé, il devenait alors « grognon », « de mauvaise humeur », « taquin jusqu'à la cruauté ». Il s'était ainsi montré désobligeant envers le repas de disette concocté par Mathilde comportant, comme souvent, de la viande de cheval. Il avait été particulièrement désobligeant, mais Mathilde avait pris son mal en patience. C'est à l'occasion de cette petite querelle que Verlaine situe « la première gifle ».
En septembre 1871, Verlaine, reçoit d'un inconnu une lettre qui lui est adressée depuis Charleville. Elle est accompagnée de deux poèmes qui plaisent beaucoup à Verlaine et à Charles Cros à qui il les montre. Son auteur, un certain Arthur Rimbaud, âgé de dix-sept ans — le même âge que Mathilde —, ne tarde pas à vouloir rallier Paris. Désargenté, Verlaine lui envoie un mandat et la maman de Mathilde propose d'héberger le jeune poète tant que Monsieur Mauté, parti à la chasse, est absent.
Mathilde et sa mère accueillent Rimbaud à son arrivée de la gare. Verlaine qui était allé le chercher le trouve à son retour dans le petit salon : « C'était un grand et solide garçon à la figure rougeaude, un paysan. Il avait l'aspect d'un jeune potache ayant grandi trop vite, car son pantalon écourté laissait voir des chaussettes de coton bleu tricotés par les soins maternels. Les cheveux hirsutes, une cravate en corde, une mise négligée. Les yeux étaient bleus, assez beaux, mais il avait une expression sournoise que, dans notre indulgence, nous prîmes pour de la timidité. Il était arrivé sans aucun bagage, pas même une valise, ni linge, ni vêtements autres que ceux qu'il avait sur lui ».
Paul Verlaine le prend alors sous son aile, le présente à tous ses amis. Ils partent après le déjeuner et, souvent, ne rentrent pas pour dîner. Rimbaud commet de nombreuses indélicatesses qui indisposent Mathilde et sa mère qui invoque le retour prochain de monsieur Mauté pour que Verlaine trouve à héberger son protégé ailleurs. Les nouveaux amis de Rimbaud se cotisent pour lui louer une chambre. Rimbaud ne reparaît dès lors que très peu rue Nicolet et, pour tout dire, Verlaine pas beaucoup plus.
Dans son souvenir, Verlaine situait leur première querelle durant la Commune. Dans ses mémoires, Mathilde rectifie : le premier passage à l'acte violent à son encontre a lieu huit jours avant qu'elle n'accouche, le 23 octobre 1871. Verlaine lui a raconté que pour avoir accès à la littérature, Rimbaud est contraint de subtiliser les ouvrages dans les librairies pour les y replacer ensuite puis, craignant d'être pris, pour les revendre une fois lus. Mathilde commente: « Cela prouve que ton ami est peu délicat ». Verlaine empoigne alors Mathilde par les deux bras et la jette au bas du lit où elle vient de se coucher. Le vacarme interpelle Charles, qui loge là parce qu'Emma, elle-même, est sur le point d'accoucher, il lance un : « Que se passe-t-il là-haut ? », mettant un terme à cette violence. Mathilde confie qu'il devrait, hélas, encore y avoir maints épisodes analogues.

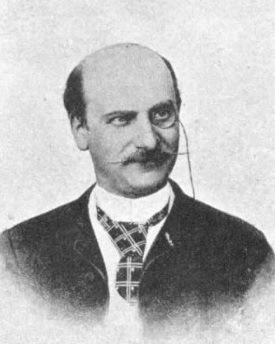
Edmond Lepelletier, ami de Verlaine et premier biographe (1907).

Le lendemain, Emma accouche, mais l'enfant ne survit pas. Huit jours plus tard, Mathilde met au monde Georges : « Ce jour-là, Verlaine partit le matin et ne rentra qu'à minuit ; il parut content d'avoir un fils, m'embrassa, ainsi que l'enfant, et alla se coucher dans sa chambre, voisine de la mienne ».
Quatre jours plus tard, Verlaine rentre ivre-mort à deux heures du matin, l'air méchant et faisant des menaces. La garde-malade qui loge dans la chambre de Mathilde supplie Verlaine de regagner sa chambre, mais celui-ci n'en a cure et s'installe, tout habillé, chapeau sur la tête et ses pieds tout crottés sur l'oreiller qui jouxtait la figure de Mathilde. C'est ce tableau que découvre sa mère, le matin, en entrant dans la chambre de sa fille. Verlaine, sentant la remontrance maternelle fondre sur lui, se lève et quitte la maisonnée sans même se changer ni faire de toilette. Et c'est ainsi qu'il paraît le soir au Théâtre-français, au bras de « Mademoiselle Rimbaud », comme l'écrit sarcastiquement et pour lui faire la leçon Edmond Lepelletier dans le Journal des Simond. Le lendemain, il rentre à trois heures du matin, « plus ivre que la veille et beaucoup plus méchant ». « La voilà l'abandonnée ! C'est dégoûtant le succès de Coppée. Mais ma femme et mes enfants, ce sont mes otages et je vais les tuer ! ». La garde s'interpose et parvient à grand peine à le faire réintégrer sa chambre mais ce ne sera qu'un court répit : Verlaine revient à la charge et la garde-malade doit brandir sous son nez une pincette qu'elle avait fait rougir au feu pour obtenir que le forcené se calme. Le lendemain, Madame Mauté a une discussion avec son gendre, à l'issue de laquelle « il pleura, se mit à genou près de mon lit, me baisa les mains, me demanda pardon, assura qu'il m'aimait toujours, mais que la boisson lui avait troublé l'esprit ».
La mère de Verlaine, en concertation avec Mathilde, organise un souper en vue de faire réintégrer Verlaine à l'Hôtel de ville. Une douzaine de convives sont réunis dont son potentiel chef de bureau. Verlaine se présente avec trois-quarts d'heure de retard, ivre-mort et tient des propos d'ivrogne sur les femmes, les enfants, sur son mariage… Autant dire que la manigance ne produit pas les effets escomptés.
Mi-janvier 1872, c'est cette fois à son enfant, qu'il délaisse au demeurant totalement, qu'il s'en prend, l'arrachant des bras de sa mère pour le jeter au mur. Mathilde pousse alors un cri déchirant qui interpelle ses parents qui débarquent immédiatement dans la chambre. Paul est à genoux sur Mathilde et lui enserre le cou de toutes ses forces. Monsieur Mauté se saisit de lui et le remet d'un geste sur ses pieds. Sans demander son reste, Verlaine quitte alors la maison et ne reparaît pas, préférant aller loger chez sa mère. On se préoccupe de Georges qui semble aller bien malgré la violence qui lui a été faite et on discute avec Mathilde qui pour la première fois explique à ses parents l'enfer qu'est devenu son quotidien au côté de son ivrogne de mari. Monsieur Mauté fait constater les ecchymoses par un médecin et il est décidé que le père et la fille se rendront à Périgueux pour permettre à celle-ci de trouver, selon le prescrit du docteur, « un repos physique et moral absolu ». Ils y restent six semaines.
Verlaine disparaît deux jours puis envoie une missive à la rue Nicolet et, ne recevant pas de réponse, s'y présente deux jours plus tard. Madame Mauté lui explique le besoin impérieux de repos de sa fille et se garde bien de lui révéler l'endroit où elle se trouve. Elle lui dit néanmoins qu'elle ferait suivre ses lettres. Verlaine supplie Mathilde de rentrer et cette dernière — qui de son propre aveu l'aime encore — serait prête à y consentir mais conditionne son retour au départ de Rimbaud dont la mauvaise influence sur Verlaine lui paraît manifeste. Verlaine refuse. Monsieur Mauté contacte alors son avocat, Maître Henri Guyot-Sionnest (avoué auprès du tribunal de 1ère instance du département de la Seine), qu'il charge d'introduire une demande en séparation de biens et une assignation pour « coups, sévices et injures graves ». La réaction ne se fait pas attendre, Verlaine obtempère et Rimbaud quitte Paris. Le couple se retrouve.
De nouvelles démarches accomplies par sa mère débouchent sur l'engagement de Verlaine par la filiale belge de la compagnie d'assurance Lloyd. Ceci dure quelques jours, puis les scènes imbibées d'alcool d'absinthe reprennent de plus belle. Un soir, Verlaine emmène de force son fils chez sa mère — il était encore en nourrice —; un autre, il fait mine de menacer Mathilde d'un couteau Eustache, à chaque fois que la mère de Verlaine quitte la pièce.
Peu de temps après, Verlaine disparaît sans dire à quiconque où il se rend. Mathilde, souffrante, demande à son père de le retrouver: ce dernier se rend chez sa mère, qui n'est pas au courant ; à la Lloyd, où on lui dit qu'il est absent depuis huit jours. Monsieur Mauté cherche dans les commissariats, les hôpitaux, la morgue même. Verlaine a disparu. Quelques jours plus tard, Mathilde reçoit un courrier de Bruxelles : « Ma pauvre Mathilde, n'aie pas de chagrin, ne pleure pas ; je fais un mauvais rêve, je reviendrai un jour ».
Le 21 juillet 1872, Mathilde informe ses parents qu'elle part le lendemain pour Bruxelles pour une ultime tentative pour ramener son mari. Sa mère se propose de l'accompagner. Verlaine en est informé et rendez-vous est fixé à l'hôtel Liégeois où il est descendu. Dans le train de Paris à Bruxelles, Mathilde envisage de planifier un grand voyage en Nouvelle-Calédonie où des amis vivent désormais, dont Louise Michel, ils s'y installeraient pour deux années loin des turpitudes passées: c'est du moins dans cet état d'esprit qu'elle arrive à Bruxelles.
À leur arrivée à l'hôtel à cinq heures du matin, Madame Mauté et Mathilde apprennent que Verlaine et son ami n'y logent plus, mais que Verlaine s'y présentera à 8 heures. Verlaine explique qu'il ne peut se résoudre à quitter Rimbaud, que c'est trop tard. Mathilde lui parle alors de son projet de voyage, qui éveille l'enthousiasme de son mari. Rendez-vous est fixé dans un jardin proche de la gare à cinq heures du soir. Verlaine s'y présente bien, mais, ayant revu Rimbaud, il est ivre. Les trois montent dans le train et Verlaine dévore à pleines mains un poulet acheté à Bruxelles sous les yeux médusés d'élégants voyageurs. Verlaine s'endort, mais lors de la halte au passage de la frontière, éveillé, il se ravise et descend du train. Madame Mauté tente bien de le convaincre d'y remonter. Le train quitte la Belgique, Verlaine reste sur le quai. Mathilde ne le reverra plus jamais.

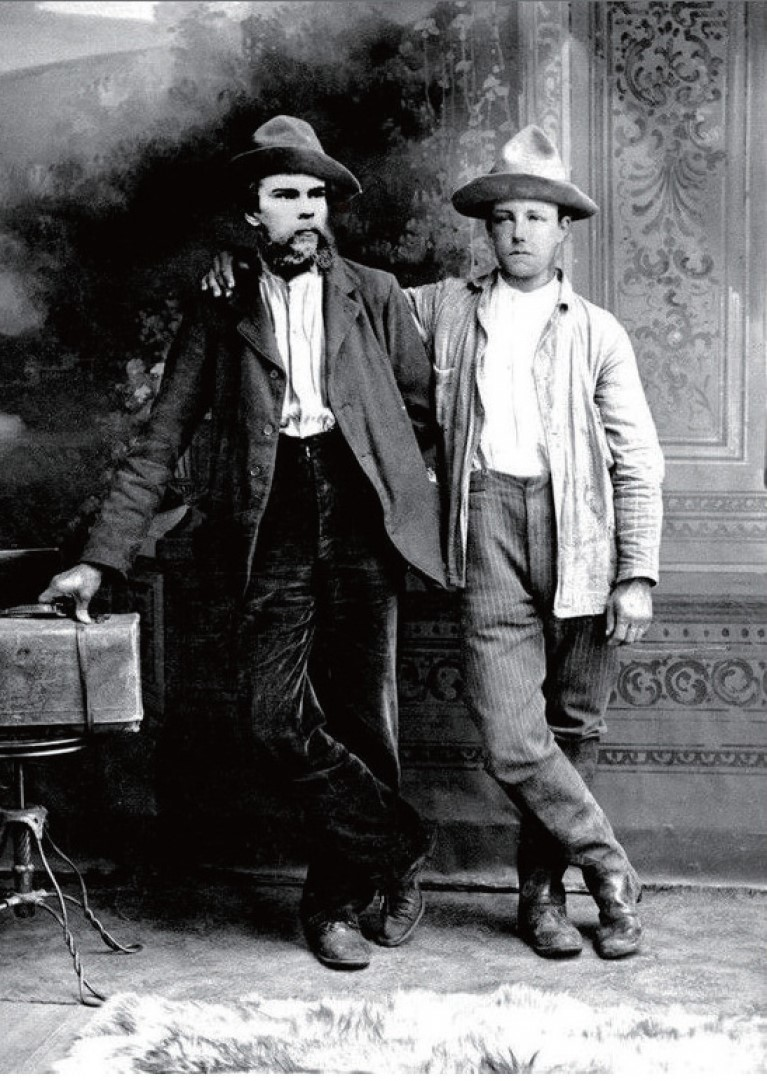
(Évocation) Verlaine et Rimbaud à Bruxelles en 1873.
(photomontage).

Mathilde, de retour à Paris, reçoit un message de Verlaine, posté à la gare même où il avait décidé de rester :

« Misérable fée carotte, princesse souris, punaise qu'attendent les deux doigts et le pot, vous m'avez fait tout, vous avez peut-être tué le cœur de mon ami ; je rejoins Rimbaud, s'il veut encore de moi après cette trahison que vous m'avez fait faire. »

Mathilde, atteinte d'une pneumonie qui la fera souffrir de longs mois, charge son père et son avoué, Maître Guyot-Sionnest, de s'occuper de la séparation en veillant à l'en préserver. Elle reçoit des lettres de Verlaine mais ne les lit pas. Verlaine et Rimbaud sont à Londres, ils se disputent fréquemment. Un jour, Verlaine abandonne son ami à Londres sans un sou et regagne Bruxelles. Mais, rongé de remords, il fait parvenir de l'argent à Rimbaud pour qu'il rallie Bruxelles. Rimbaud en veut à son amant; c'est à cette époque que Verlaine tirera sur Rimbaud plusieurs coups de revolver, le blessant au poignet et le poursuivant en ville, ce qui conduira à son arrestation et à sa condamnation.
Quelques jours avant son arrestation, Verlaine écrit à Victor Hugo pour qu'il intercède en sa faveur auprès de Mathilde, qu'il recevait régulièrement chez lui. Victor Hugo, qui en avait longuement parlé avec Mathilde, lui fait la réponse suivante : « Mon pauvre poète, Je verrai votre charmante femme et lui parlerai en votre faveur au nom de votre tout petit garçon. Courage et revenez au vrai ».
Incarcéré le jour même dans un centre de détention provisoire, il est inculpé pour son geste et stigmatisé pour son homosexualité. Il est condamné à deux ans de prison le 8 août 1873, même si Rimbaud a retiré sa plainte, la pédérastie étant un élément aggravant. La sentence est confirmée en appel le 27 août 1873 et Verlaine est incarcéré à la prison de Bruxelles. il est transféré à la prison de Mons en octobre 1873.
Dans Confessions (1895), Verlaine parle de sa dépendance à l'alcool : « Puisque décidément je suis entré dans la Via dolorosa des plus intimes aveux et que je me plais dorénavant à cette franchise qui fait l'honnête homme, parlons du peut-être seul vice impardonnable que j'ai parmi tant d'autres : la manie, la fureur de boire ».
Mathilde, de ses deux années de mariage retient ceci :

« C'est que moi seule ai connu un Verlaine tout différent de ce qu'il était avec les autres : Verlaine, amoureux, c'est-à-dire, transfiguré au moral et au physique. J'ai expliqué plus haut qu'en me regardant, sa physionomie devenait autre et qu'il cessait d'être laid. Au moral, le changement fut presque aussi complet. Pendant les quatorze mois de nos fiançailles, et pendant la première année de notre mariage, Verlaine fut doux, tendre, affectueux et gai ; oui, gai, d'une bonne gaieté saine et communicative. Il cessa si bien de boire que ceux qui l'avaient connu avant son mariage le crurent à jamais corrigé, et que ni mes parents ni moi n’eûmes le soupçon qu'il avait été un ivrogne. Nous ne l'avons appris que trop tard hélas ! Car après ces deux bonnes années, Verlaine devint un être mauvais, lâche, hypocrite, d'une méchanceté noire et raffinée. Il employait son intelligence à faire le mal, et je puis dire aussi que personne n'a connu un Verlaine semblable à celui-là. Ceci dura d'octobre 1871 à juillet 1872, époque de son départ.
Un an de paradis, un an d'enfer et de souffrances continuelles, voilà ce que furent mes deux années de mariage.
Que s'était-il passé ? Quelles furent les causes de mon malheur, de ma vie brisée et, plus tard, de la triste et aventureuse existence de Verlaine ? Rimbaud ! l'absinthe ! »

### Après Verlaine

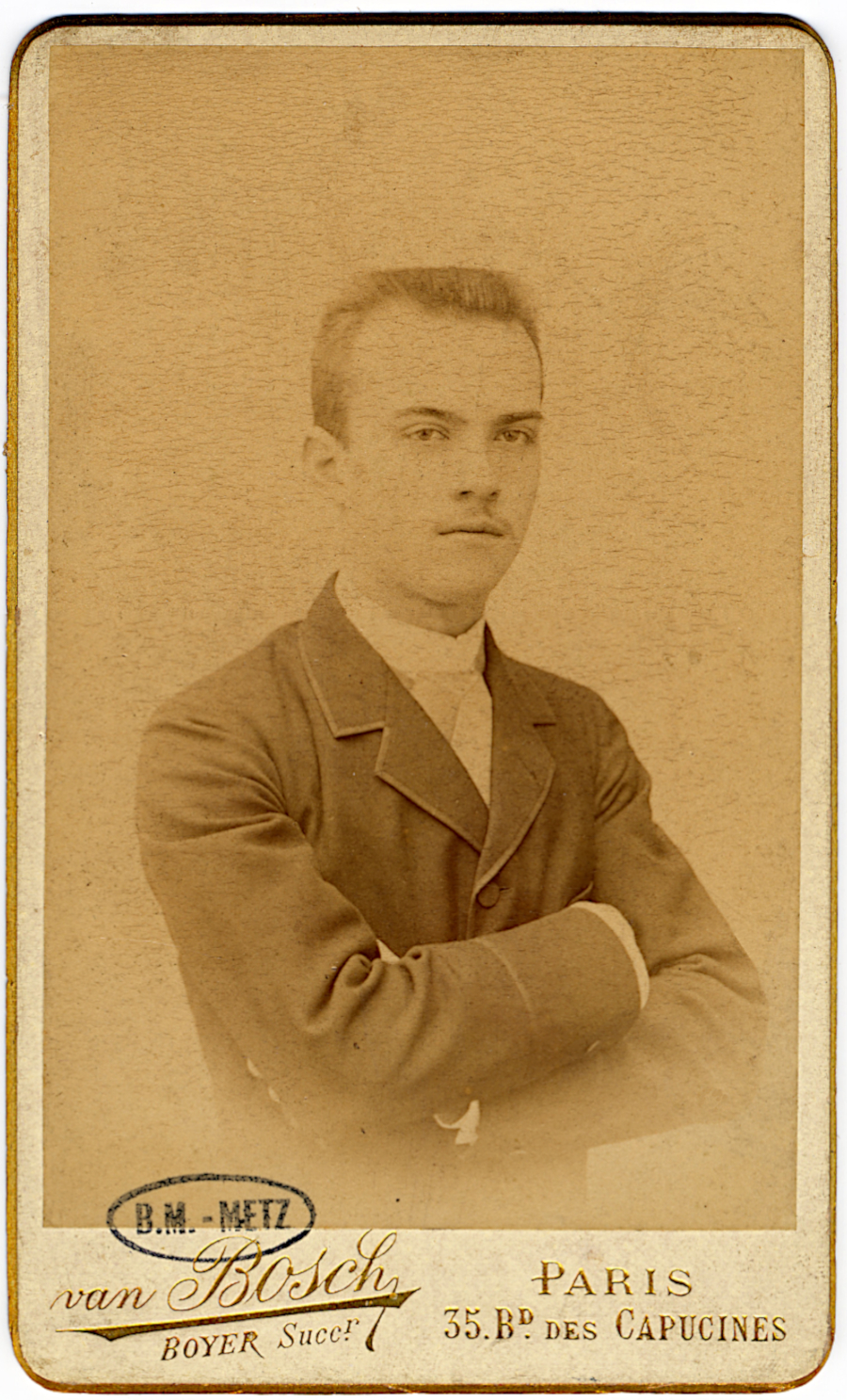
Georges Verlaine, vers 1892 (par Paul Boyer).

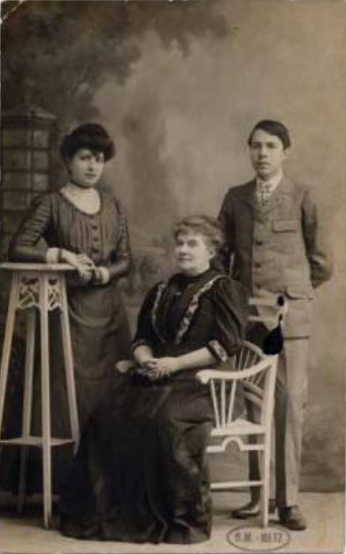
Mathilde Delporte née Mauté et ses enfants de son second mariage, Félix et Suzanne Delporte, vers 1910.

L'incarcération de Verlaine précipite le prononcé de la séparation qui était restée en sommeil une année durant et une séparation de corps et de biens est prononcée, le 24 avril 1874..
En 1878, le fils de Verlaine, Georges, est gravement souffrant. Verlaine, alors professeur au collège Notre-Dame de Rethel, l'apprend et adresse une lettre à ses beaux-parents pour pouvoir voir l'enfant. Les parents de Mathilde acceptent, ce qui le rend heureux. En prison, Verlaine s'est converti et, dit Mathilde dans ses Mémoires, elle n'a aucune raison de douter que cela fût sincère. Verlaine écrit à l'une ou l'autre occasion à Madame Mauté dont il obtient des nouvelles de son fils. Puis plus rien : Verlaine a quitté Réthel, il a rencontré un jeune collégien, Lucien Létinois.
Mathilde, quant à elle, se reconstruit et vit une vie heureuse et gaie, fréquente de nombreux amis dans le milieu artistique mais ne songe pas à se remarier « n'étant pas encore divorcée, d'ailleurs ».
Sa mère, Antoinette-Flore Mauté née Chariat, paralysée depuis deux ans, meurt rue Nicolet, 14 à Paris, le 25 mai 1883.
La loi sur le divorce ayant été promulguée, Mathilde est officiellement divorcée de Verlaine, le 22 mai 1885.
Sur les conseils de son père, Mathilde épouse en secondes noces, 30 octobre 1886, toujours à Paris (18e arrondissement), Bienvenu Auguste Delporte, ingénieur, entrepreneur en bâtiment belge, lui-même divorcé,.
Le père de Mathilde, Théodore Jean Mauté, meurt un an plus tard, le 31 octobre 1887, à Paris. Louise Michel fut la première à venir rendre hommage à son « vieil ami ». La rue Nicolet est revendue.
De cette seconde union avec Bienvenu Delporte naissent deux enfants : Félix Théodore Delporte, né à Bruxelles en 1893, mort à 25 ans, le 16 avril 1918 et Suzanne, morte le 23 mars 1923. Le couple s'installe tout d'abord à Paris, dans le quartier de l'Étoile, avant de s'établir à Bruxelles, avenue Louise, en 1890.
En 1896, Mathilde est à Bruxelles lorsqu'elle apprend la mort de Verlaine, survenue de manière déplorable dans un petit hôtel du quartier latin. Par presse interposée, on reproche à Mathilde de n'avoir pas permis à son fils de prendre part aux obsèques de son père. Mathilde s'en défend et sa lettre adressée à Madame Ernest Lefèvre est publiée dans Le Rappel et son amie Marguerite Dauphin la fait paraître dans la revue La Plume. À cette époque, Georges accomplit son service militaire et, souffrant, il est admis à l'hôpital et par conséquent incapable de se rendre aux funérailles.
Le 15 janvier 1900, son frère, Charles Sivry, meurt. Fin 1900, la famille part s'installer définitivement à Alger,. Mathilde retrouve l'amie de son père, Louise Michel qui, en convalescence, s'installe un temps chez elle pour terminer ses Mémoires.
Le second couple de Mathilde périclite et un divorce est prononcé par le tribunal civil d'Alger, le 12 mai 1905, il est retranscrit, le 1er août 1906. Divorcée pour la seconde fois, elle s'établit par la suite dans une pension de famille qu'elle tient place Masséna à Nice.

### Autobiographie et décès (1907-1914)

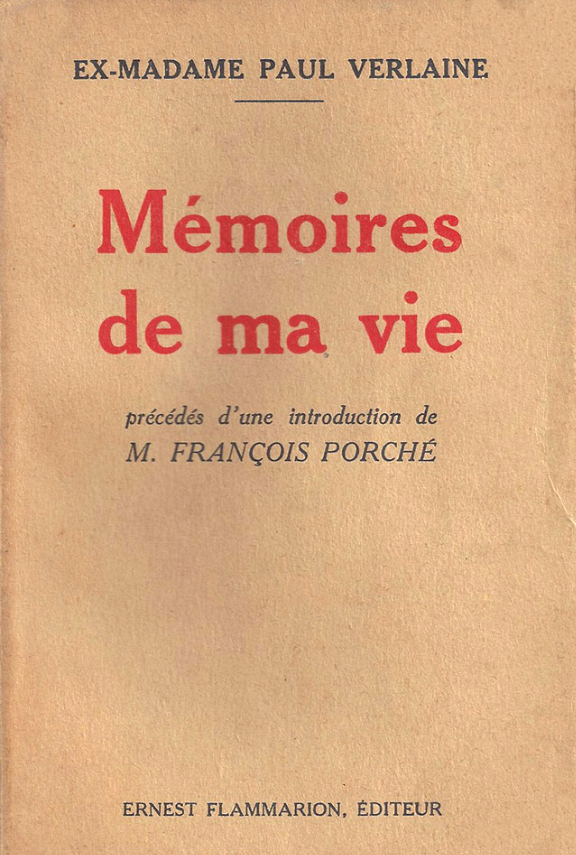
Les Mémoires de Mathilde Mauté publiées chez Ernest Flammarion en 1935 avec la préface de François Porché.

En 1907 paraît, sous la plume d'Edmond Lepelletier, ami de Paul Verlaine, une biographie du poète : Paul Verlaine : sa vie, son œuvre. À sa lecture, Mathilde Mauté estime qu'elle y est « faussement représentée sous un jour défavorable ».
Elle débute ainsi son autobiographie :

« Après la mort de Verlaine, qui fut mon premier mari, ses amis créèrent autour de lui une sorte de légende où je suis trop souvent représentée sous des couleurs peu flatteuses. On m'y dépeint comme une petite personne (presque une enfant) gâtée par ses parents et devenue pour le pauvre poète cruelle et sans pitié. Il paraît avoir été la victime, et moi, le bourreau. »

Elle écrit dans ces Mémoires :

« Aujourd'hui que je ne suis plus une jeune femme, je puis affirmer, sans aucune vanité, que je n'ai jamais ressemblé à la petite personne sèche, querelleuse et acariâtre que Verlaine a dépeinte dans des moments de mauvaise humeur et de rancune. On verra par la suite de cette histoire que j'ai eu au contraire toute patience.
Parmi les amis de Verlaine, ceux qui m'ont bien connue me rendaient cette justice : malheureusement, beaucoup d'entre eux ont disparu ; les frères Cros, le doux Valade, Villiers de L'Isle-Adam, Cabaner, Philippe Burty sont morts ; j'ai très peu connu François Coppée, Albert Mérat et Anatole France, mais je suis bien sûre que Léon Dierx, Camille Pelletan, Félix Régamey, Jean Aicard et ceux qui m'ont vue souvent, soit chez Victor Hugo, soit chez mon frère ont dû trouver qu'Edmond Lepelletier, dans son livre sur Paul Verlaine, a été injuste envers moi. D'ailleurs, il ne m'a connue que de manière assez superficielle, et son amitié pour Verlaine l'a induit en erreur sur bien des points. »

Elle meurt à Nice, âgée de 61 ans, le 13 novembre 1914. Elle est tout d'abord inhumée dans une fosse commune du cimetière de Caucade. Deux ans plus tard, sa dépouille est transférée dans le caveau familial des Delporte-Malicorne, appartenant à Augusta Delporte, sa belle-fille.

## Postérité et publication des mémoires de Mathilde

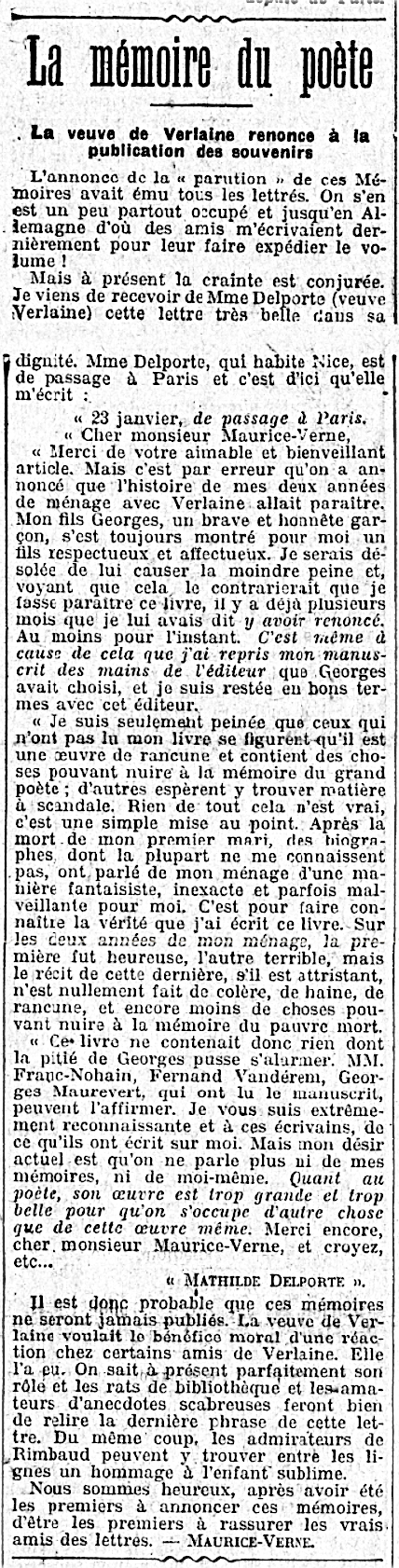
L'Intransigeant du 27 janvier 1914 - Lettre de Mathilde Delporte à Maurice-Verne.

Après avoir tenté durant plusieurs années de faire publier ses mémoires et vu chacun de ses projets échouer, Mathilde renonce à toute idée de publication alors qu'elle était sur le point d'y parvenir. La presse avait déjà fait écho à de larges extraits qui avaient suscité maints débats quand ce n'était pas l'indignation des familles Verlaine et Rimbaud, et Mathilde entendait par ce renoncement, explique-t-elle, préserver son fils. Dans l'édition de L'Intransigeant du 27 janvier 1914, Maurice-Verne retranscrit une lettre que lui a adressée Mathilde Delporte, ex-Madame Paul Verlaine. Elle y explique renoncer à ses projets de publication :

« Mon fils Georges, un brave et honnête garçon, s’est toujours montré pour moi un fils respectueux, et affectueux. Je serais désolée de lui causer la moindre peine et, voyant que cela le contrarierait, que je fasse paraître ce livre, il y a déjà plusieurs mois que je lui avais dit y avoir renoncé. Au moins pour l’instant; C'est même à cause de cela que j'ai repris mon manuscrit des mains de l'éditeur que Georges avait choisi, et je suis restée en bons termes avec cet éditeur. « Je suis seulement peinée que ceux qui n'ont pas lu mon livre se figurent qu’il est une œuvre de rancune et contient des choses pouvant nuire à la mémoire du grand poète ; d’autres espèrent y trouver matière à scandale. Rien de tout cela n’est vrai, c’est une simple mise au point. Après la mort de mon premier mari, les biographes, dont la plupart ne me connaissent pas, ont parlé de mon ménage d’une manière fantaisiste, inexacte et parfois malveillante pour moi. C’est pour faire connaître la vérité que j’ai écrit ce livre. Sur les deux années de mon ménage, la première fut heureuse, l’autre terrible, mais le récit de cette dernière, s'il est attristant, n’est nullement fait de colère, de haine, de rancune, et encore moins de choses pouvant nuire à la mémoire du pauvre mort. Ce livre ne contenait donc rien dont la pitié de Georges pusse s’alarmer. MM. Franc-Nohain, Fernand Vandérem, Georges Maurevert, qui ont lu le manuscrit, peuvent l’affirmer. Je vous suis extrêmement reconnaissante et à ces écrivains, de ce qu’ils ont écrit sur moi. Mais mon désir actuel est, qu’on ne parle plus ni de mes mémoires, ni de moi-même. Quant au poète: son œuvre est trop grande et trop belle pour qu'on s'occupe d'autre chose que de cette oeuvre même. »

Les trois enfants de Mathilde moururent assez précocement, Félix meurt à 25 ans, des suites d'une pneumonie, le 16 avril 1918. Suzanne, de santé fragile, le suit en 1923. Georges Verlaine meurt en 1926, âgé de cinquante-deux ans, sans laisser de postérité. Seule reste Augusta Delporte, belle-fille de Mathilde, née de Bienvenu Delporte et de sa première épouse. C'est elle qui conservera les documents, lettres et manuscrits de Mathilde Mauté.
En 1933, au moment où François Porché rédige son Verlaine tel qu'il fut, il puise certains éléments dans les Mémoires de ma vie de Mathilde qu'il n'estimait pourtant pas tant, selon lui, la qualité littéraire était médiocre. D'accord avec Franc-Nohain, il estimait que ce défaut de qualité les rendait impropres à une publication intégrale. Mais en 1934, les Mémoires sont néanmoins publiés. Un appareil critique censé introduire le propos est rédigé par François Porché.
Ce long préambule de vingt pages s'intitule : Examen du manuscrit, présentation de l'ouvrage et portrait de Mathilde : Introduction aux Mémoires de Mathilde Mauté. Dans ces prolégomènes, François Porché, le biographe de Paul Verlaine, dresse un portrait sans concession de Mathilde, lui si prompt à nommer les travers violents et alcooliques de son mentor pour saluer ensuite dans un même mouvement son génie, écrit :

« Mathilde est une enfant. Par l'âge, elle en est une quand elle rencontra Verlaine ; elle en était une encore lorsqu'il l'abandonna. Par le caractère, elle en demeura une toute sa vie. Une enfant pas très développée, avec beaucoup de naïveté, beaucoup de vanité mais aussi beaucoup de courage, beaucoup de gentillesse et pas l'ombre de méchanceté, toutes ses qualités, comme tous ses défauts, portent cette même marque d'infantilisme. Je prie de n'attacher au terme aucune importance de raillerie. C'est au sens où les psychiatres l'entendent qu'il faut ici prendre le mot. »

Dans sa conclusion, après de nombreuses précautions oratoires et prétéritions, il dit :

« Et maintenant, lorsqu'on aura lu les Mémoires de Mathilde, si l'on considère l'ensemble de cette vie, peut-être pensera-t-on, comme moi, que l'union qui en fit le malheur en fut aussi l'unique et exceptionnel intérêt. Depuis les fiançailles jusqu'à la rupture, trois ans, à peine, s'écoulent. Dans les années qui précèdent, tout est médiocre. Dans les années qui suivent, tout redevient médiocre, et l'existence, qui dure soixante et une années, s'achève dans la platitude. »

Ce parti pris dénigrant s'exprime notamment lorsqu'il remet en question le passage où Mathilde évoque son arrière-grand mère, Charlotte Hubertine Pierron, guillotinée lors de la Révolution française,. Il dit :

« J'estime Mathilde incapable d'avoir forgé cette histoire de toutes pièces : elle était dépourvue d'imagination, voire de la plus banale. Là encore, elle aura — non sans ravissement — accueilli comme parole d'Évangile les contes de sa maman, née Chariat, laquelle, ne voulant pas être en reste de noblesse avec ce bon Monsieur de Fleurville, son époux, ne manquait pas de faire valoir, à toute occasion, cette geôle et ce fatal couperet, ainsi que maints autres épisodes, de préférence vendéens. »

En 1864, Auguste Paris, dans son Histoire de Joseph Le Bon et des Tribunaux révolutionnaires d'Arras et de Cambrai, avait pourtant confirmé la véracité du fait :

« [le] 26 floréal [an II] - 15 mai [1794], Le tribunal révolutionnaire […] appliqua la peine de mort à Charlotte Hubertine Joséphine Piéron, 41 ans, née à Arras, femme de Jean Pierre Le Roy d'Honnecourt détenue à Compiègne. Mme Le Roy avait enterré ou fait enterrer des titres féodaux. Son fils Henry comparut à ses côtés sous la prévention de bris de scellés, il n'avait que douze ans, il fut acquitté. »

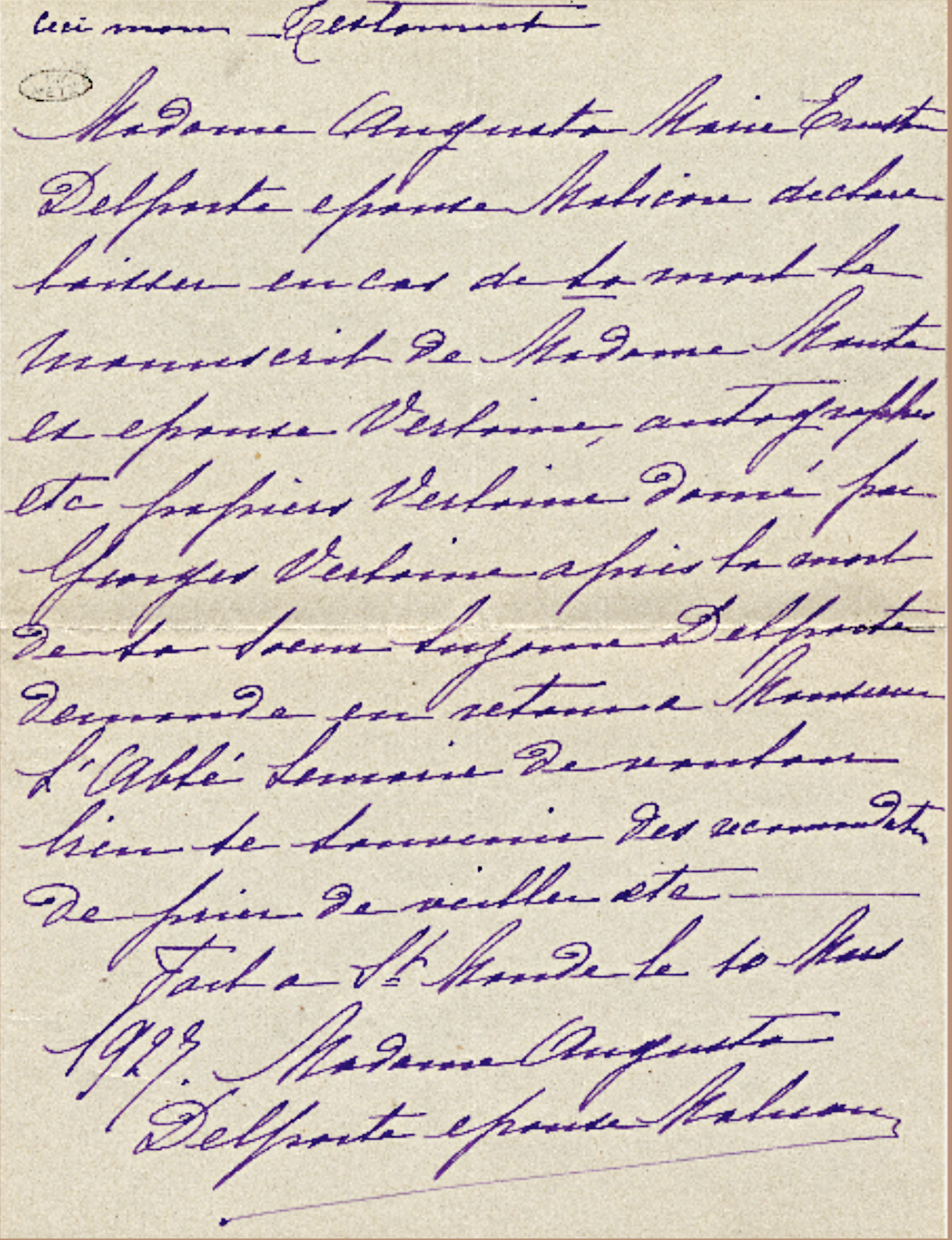
Testament olographe d'Augusta Delporte, belle-fille de Mathilde, à propos des mémoires qu'elle souhaite léguer à sa mort à l'Abbé Octave Lemarié (1927).

La publication intégrale des Mémoires de Mathilde, en 1935, est liée à l'action intentée contre François Porché par Augusta Delporte, belle-fille de Mathilde. Dépositaire des Mémoires de Mathilde, elle souhaitait intenter un procès à François Porché pour avoir publié sans se préoccuper des droits d'auteur une partie des Mémoires de Mathilde dans son Verlaine, tel qu'il fut et, de surcroît, de l'avoir fait sans y apporter les nuances que Mathilde y avait mises. Dernière « enfant » encore en vie depuis le décès de Georges survenu en 1926 qui lui avait abandonné ses droits sur les papiers de sa mère en 1924. Pour éviter un procès, l'éditeur et François Porché acceptent une transaction : Flammarion publiera les Mémoires de Mathilde et François Porché en réalisera la préface. Et dans son préambule, le biographe de Verlaine n'aura de cesse de ternir l'image de la défunte épouse de Verlaine et de sa famille, de mettre en cause la qualité littéraire du manuscrit voire, sur certains aspects et de déloyale façon, sa véracité même.
À sa sortie, le critique littéraire de L'Œuvre, André Billy écrit :

« Les Mémoires de ma vie de l'ex-Mme Paul Verlaine n'apportent aucun renseignement, aucun détail que nous ne connaissions déjà par le remarquable Verlaine tel qu'il fut de M. Porché. Celui-ci les avait largement utilisés. Ce qui est nouveau, ce qui est important ici, c'est l'accent, c'est le ton, c'est ce je ne sais quoi dont est faite l'autorité d'un témoignage, c'est la voix et l'attitude du témoin. On s'attendait que l'attitude, la voix, le ton, l'accent de Mathilde, en qui les défenseurs de Verlaine se sont toujours ingéniés à nous représenter une sotte, une pécore, affaiblissent sa cause et renforçassent par conséquent celle de Verlaine. Mon impression personnelle est différente. Je ne trouve pas du tout que ces Mémoires soient d'une sotte. J'ai peine à croire qu'une sotte, à qui Verlaine eût laissé d'aussi désagréables souvenirs conjugaux, aurait écrit ce récit modéré, tranquille, où ne perce aucune rancune, où la bêtise ne grimace jamais. »

En 2015, dans son ouvrage, Verlaine en Belgique, Bernard Bousmanne conclut après avoir évoqué l'hypothétique autodafé que Mathilde aurait commis en détruisant une, non moins hypothétique, œuvre de Rimbaud, La Chasse spirituelle : « Pour cela, une littérature sans indulgence peut lui demander des comptes. Pour le reste, on hésitera à lui jeter la pierre. Toujours est-il que les souvenirs de Mathilde s'avèrent souvent plus fiables que les réminiscences et affabulations justificatrices de Lepelletier ».

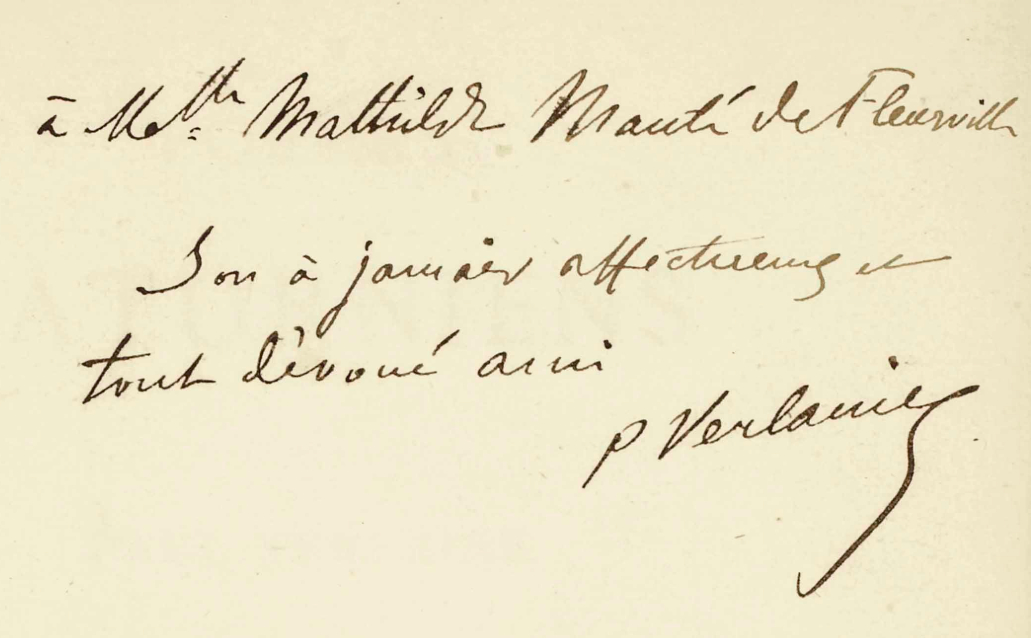
En 1869, Paul Verlaine dédicace un exemplaire des Poèmes saturniens à Mademoiselle Mauté de Fleurville.

## Ouvrages
- Mathilde Mauté (préf. François Porché), Mémoires de ma vie, Paris, Ernest Flammarion, 1935, 283 p. (BNF 12254371). .
- Mathilde Verlaine, La croqueuse de cœurs, pantomime en un acte, ~1870,(lire en ligne)